# Melissoptila argentina
Melissoptila argentina är en biart som beskrevs av Juan Brèthes 1910. Melissoptila argentina ingår i släktet Melissoptila och familjen långtungebin. Inga underarter finns listade i Catalogue of Life.